# Pascal Heinz Gemperli
Pascal Heinz Gemperli (* 3. Januar 1978 in Schaffhausen) ist ein schweizweit bekannter, in Morges lebender muslimischer Verbandsfunktionär und gilt als Kommunikationsprofi. Viele Journalisten wenden sich wegen seiner Repräsentativität an ihn, er ermögliche den Medien den Zugang zur schweigenden Mehrheit der Muslime in der Schweiz. Er ist Politiker der Grünen Partei, Vorstandsmitglied von Zero Waste Switzerland sowie Mediator und Leiter von ae-Centre, einer auf Nordafrika spezialisierten Entwicklungs-NGO. Pascal Gemperli ist ausserdem beisitzender Friedensrichter (Juge assesseur) beim Friedensgericht in Morges.

## Leben und Überzeugungen
Pascal Gemperli ist 1978 in Schaffhausen geboren und im Kanton Thurgau aufgewachsen. In seiner Kindheit war er Ministrant. Im Jahr 1999 kommt er zum ersten Mal in Kontakt mit dem Islam über einen frisch aus Ägypten zugewanderten Freund, der in bittet ihn in eine Moscheen zu bringen. Nach dem ersten Studienjahr an der ZHAW in Winterthur ist er 2000 nach Lausanne gezogen, wo er sein Studium beendete und seine zukünftige, aus Marokko stammende, Ehefrau kennen lernte. Danach hat er einen Master in Konflikt- und Friedensstudien absolviert. Im Jahr 2001 unternimmt er eine mehrwöchige Rucksackreise im Nahen Osten. Von 2005 bis 2006 lebt und arbeitet er 18 Monate in Casablanca in Marokko, danach arbeitet er 6 Monate in Wien für die Vereinten Nationen. Ab 2007 hat er für einige Jahre beim Genfer Zentrum für die demokratische Kontrolle der Streitkräfte (Geneva Centre for the Democratic Control of Armed Forces) im Bereich Gouvernanz und Reform des Sicherheitssektors für den Nahen Osten und Nordafrika gearbeitet. Katholisch aufgewachsen wurde er Agnostiker, hat sich für den Buddhismus interessiert, eine evangelikale Kirche besucht, und ist 2005 zum Islam konvertiert. Er lebt mit seiner Gattin und vier Töchtern in Morges (VD).
Er beschreibt sich als Angehöriger der jüdisch-christlich-islamischen Kultur und befürwortet das strenge Bilderverbot im Islam, weil Gott etwas sei "das wir uns schlicht nicht vorstellen können." Er "isst kein Schweinefleisch und trinkt keinen Alkohol, er macht Ramadan und geht jede Woche ans Freitagsgebet, wenn es beruflich drinliegt. Doch streng religiös ist er nicht", er sei "im gesunden Mittelmass nach Bundesamt für Statistik". Er glaubt an die Vorbestimmung. Religiöse Praxis müsse für ihn ein selbständiger und bewusster Entscheid sein, jeder trage die Verantwortung dafür alleine, dies sei für ihn ein im Islam selbst begründetes Prinzip. Umweltschutz sowie Konsumerismus- und Kapitalismuskritik sind für ihn ein koranisches Gebot.
Im Jahr 2003/2004 ist er Präsident des Erasmus Student Network (ESN) Schweiz und im Jahr darauf von ESN International.

## Schaffen

### Muslimischer Verbandsfunktionär
Die Presse bezeichnet ihn als "Einen der Unsrigen", als Vorzeigekonvertit und sagt, dass man ihn hätte erfinden müssen, wenn es ihn nicht gäbe. Durch sein Engagement bei der Union Vaudoise des Associations Musulmanes (UVAM, Vorstandsmitglied ab 2009, Präsident von 2012 bis 2018 und heute als Generalsekretär) sowie als Pressesprecher der Föderation Islamischer Dachorganisationen in der Schweiz wurde er zu einem Ansprechpartner für die Schweizer Medien und Behörden. Es sei ihm gelungen aus seiner Struktur (der UVAM) eine Referenzorganisation in der Schweiz zu machen.

Gemperli ist Mitglied des Beirats des Schweizerischen Zentrum für Islam und Gesellschaft an der Universität Fribourg sowie der interreligiösen Plattform des Kantons Waadt. Sein Engagement für die islamische Gemeinschaft geht auf den Schweizer Minarettstreit zurück, da für ihn Islam und Schweiz immer kompatibel waren. Er hätte selber nie damit gerechnet sich für eine religiöse Organisation zu engagieren, die Kampagne gegen die Minarette hätte beim ihm jedoch eine "kleine Identitätskrise" ausgelöst.
Vor allem engagiert er sich in der Radikalismusprävention, gegen Muslimfeindlichkeit und Stigmatisierung sowie für die staatliche Anerkennung islamischer Glaubensgemeinschaften, die Etablierung eines Schweizer Islams und für eine stärkere Rolle der Frau im Islam.
Die islamistische Radikalisierung sieht er als multifaktorielles Problem, wobei man nicht sagen könne, dass der Islam nichts damit zu tun hätte, wenn sich doch die entsprechenden Akteure selbst darauf beziehen. Er weist darauf hin, dass zum Beispiel Konvertiten aufgrund eines niedrigeren Wissens über den Islam der Radikalisierung stärker erliegen. Die Verknüpfung zwischen Gewalt und Religion, respektive Ideologie, laufe zwingend immer über die betroffene Person und ihre Lebensumstände. Dabei gäbe es abstossende und anziehende Faktoren die bei einigen Menschen darauf hinauslaufen sich zum Beispiel Organisationen wie DAECH (Islamischer Staat (Organisation)) anzuschliessen. Diese versprächen Anerkennung und Würde, "komm wie du bist" seien deren Botschaft.
Die Schweizer Muslime seien doppelt Opfer des islamistischen Terrors, einmal als Bürger und ein zweites Mal als Muslime, die sich dauernd rechtfertigen müssten. Jihadreisende "kapern unsere Religion", sagt Gemperli. Die Bekämpfung der Radikalisierung sieht er als zivilgesellschaftliches Engagement im öffentlichen Interesse, dafür arbeitet er mit Behörden zusammen, betreibt Sensibilisierung und Weiterbildungen. Als eine der grössten Herausforderungen bezeichnet er das Problem, dass ein potentieller Übeltäter, der zum Beispiel eine harte Auslegung der Islams hat, bis zum Moment einer allfälligen islamistisch motivierten Tat keine Straftat begeht; soll man so jemanden anzeigen, fragt er. Gemperli schlägt vor im Netzwerk mit Lehrern, Sozialarbeitern, Imamen etc. zu arbeiten. Die enge Zusammenarbeit zwischen Behörden und Moscheen und das daraus folgende Vertrauen seien das beste Mittel gegen Auswüchse. Ausserdem bedauert er einen gewissen Eurozentrismus in der Debatte, wenn Muslime nach einem Attentat in Paris aufgefordert werden sich dagegen aufzulehnen, nicht jedoch wenn Attentate in Ankara oder Beirut passieren. Mit Ahmad Mansour bespricht er die Ursachen der Radikalisierung sowie die Rolle der Moscheen für die Prävention ausführlich. Ja, es gäbe den Vers "Tötet sie wo ihr sie findet" im Koran, aber auch jenen der sagt "Wer nur ein Leben nimmt ist als hätte er die ganze Menschheit getötet, wer ein Leben rettet als hätte der die gesamte Menschheit gerettet."; weshalb bezieht sich der Terrorist auf den Ersten, der normale Muslim aber auf den zweiten? Die Antwort auf diese Frage sei der Lösungsweg zur Erkundung des Extremismus. Gemperli hat an Weiterbildungen bezüglich Prävention von Radikalisierung für die Universität Fribourg mitgewirkt. Im Jahr 2020 leitet er ein von fedpol finanziertes Extremismuspräventionsprojekt im Kanton Waadt.
Er warnt regelmässig vor Muslimfeindlichkeit und Stigmatisierung. Es gibt keinen Zusammenhang zwischen dem Terrorismus in Paris und dem Islam, wir sagen nein zur Gewalt, nein zum Terrorismus und ja zum Frieden, ja zum Zusammenleben, sagt er. Seit 2013 hätten sich die Fälle von Diskriminierung mehr als verdoppelt, in den Medien seien 2016 und 2017 eine überwiegende Mehrheit von distanzierten Artikeln erschienen, die empathischen tendieren gegen null. Der Islam in seiner Vielfalt werde zunehmend auf problematische Elemente wie Terror und Radikalisierung reduziert. Er kritisiert, dass man die Muslime üblicherweise als Block quantifiziert, während etwa die Christen in verschiedene Kirchen ausdifferenziert werden; dies verzerre das Bild. Einige Debatten, wie zum Beispiel jene der Handschlagaffäre bezeichnet er als Hysterie. Es gäbe eine unausgewogene Betrachtung von Tatsachen, wenn man zum Beispiel bedenkt, dass es in der Schweiz keine islamischen Privatschule gibt und somit sich das Verhalten der muslimischen Kinder per se immer öffentlich abspielt. Wenn man aber weiss, dass es in religiösen Privatschulen anderer Gemeinschaften auch keinen Handschlag oder gemischten Schwimmunterricht gibt dann sähe die Sache wieder anders aus. "Eine gewisse Portion Islam-Skepsis gehört heute zum Zeitgeist", meint Gemperli, es werde teilweise der Eindruck vermittelt, Muslime könnten keine richtigen Schweizer sein. "Es muss gelingen, dass für uns in der Gesellschaft wieder die Unschuldsvermutung gilt – und nicht die Schuldsvermutung." Es gäbe immer mehr Ausnahmegesetze gegen die Muslime, diese würden sich mehr und mehr ausgeschlossen fühlen. Auch seien die Muslime Blitzableiter in einer breiteren gesellschaftlichen Säkularismusdiskussion. Er ruft dazu auf sich gegen die Extremisten jeglicher Couleur zu vereinen, diese seien lediglich zwei Seiten derselben Medaille. Laut Gemperli gehöre eine gewisse Islamskepsis heute zum Zeitgeist, er warnt vor einem "weichen, subtilen, und deshalb gefährlichen" Ausgrenzungsdiskurs gegen Muslime. Gemperli bezeichnet den Djihad als ein nobles Konzept, welches die Gläubigen dazu anhalte sich selbst zu verbessern, negative Leidenschaften zu überwinden und die Gesamtgesellschaft zu verbessern. Es sei problematisch, wenn die Medien das Djihad-Konzept der Terroristen anstatt jenes der Schweizer Muslime übernehmen.
Bezüglich der staatlichen Anerkennung islamischer Gemeinschaften glaubt er, dass das Erstreben eines staatlichen Gütesiegels es den Muslimen erlauben würde ihre Demokratietauglichkeit, ihre Transparenz und somit ihr staatsbürgerliches Engagement für die Gesellschaft unter Beweis zu stellen, dies mache somit gesamtgesellschaftlich Sinn. "Mehr Anerkennung heisst auch mehr Demokratie und mehr Gleichberechtigung", meint Gemperli. "Der Islam «helvetisiert» sich", sagt er. Sein Verband im Waadtland hat 2017 den Antrag für die staatliche Anerkennung bei den kantonalen Behörden eingegeben. Die Anerkennung sei unabdingbar um die islamische Gemeinschaft besser zu organisieren und um ein vertrauenswürdiger und professioneller Partner der Behörden und anderer Religionsgemeinschaften sein zu können. Deshalb sei es wichtig, dass jene Verbände, die eine Anerkennung anstreben Einfluss auf ihre Mitglieder haben und Direktiven rausgeben könnten, welche von den Mitgliedern eingehalten werden. Ausserdem habe die Anerkennung einen wichtigen symbolischen Charakter, die so zertifizierten Vereine wären somit offiziell "waadttauglich". Der Islam ist für ihn eine Schweizer Religion, er sagt: "Es braucht die Erkenntnis unserer Zugehörigkeit zur Schweizer Schicksalsgemeinschaft mit gemeinsamer Zukunft sowie die soziale Anerkennung der islamischen Gemeinschaft als konstitutives Element der Nation. Der Islam ist nämlich eine Schweizer Religion. Das ist eine soziale Realität." "Ich kann gegen Mekka beten und mich für meine Schweizer Gemeinde engagieren, ich kann den Propheten Mohamed lieben und stolz sein auf Major Davel (Waadtländer Freiheitskämpfer)", sagt er und bezieht sich entsprechend der lokalen Ausprägung auch auf einen kantonalen "Waadtländer Islam". Die Schweiz sei das Land der Minderheiten und alle Minderheiten gehörten zur Schweiz mit allem was sie ausmache. Er bekennt sich vollständig zu seiner doppelten Kultur: schweizerisch und islamisch, er sei 100 % Waadtländer und Schweizer und 100 % Muslim. Zudem bedauert er, dass seine, die islamische, Gemeinschaft in finanzieller Prekarität lebe, während die Muslime zirka 25 Millionen Schweizer Franken jährlich an andere staatlich anerkannte Kirchen beisteuern. Der Frage der staatlichen Anerkennung islamischer Gemeinschaften und des "helvetischen Islam" hat er ausführlich in der Sendung "Faut pas croire" mit dem damaligen Nationalrat Jacques Neirynck und mit Saïda Keller-Messahli diskutiert.
Gemperli plädiert für Gleichberechtigung und eine stärkere Rolle der Frauen im Islam. Im Sinne der Diskussionskultur befindet er die Eröffnung inklusiver Moscheen als positiv und spricht sich für die Ehe gleichgeschlechtlicher Paare sowie für den offenen Umgang mit ihnen in den Moscheen aus. Er begrüsst die Entwicklung, dass sich zunehmend Frau in der islamischen Gemeinschaft der Schweiz Gehör verschaffen und in entsprechende Gremien gewählt werden. Bezüglich seiner Nachfolge als Präsident der UVAM bevorzugt er bei gleicher Kompetenz eine Frau und merkt an, dass sein Vorstand schon zur Hälfte aus Frauen besteht. Gemeinsames Ziel solle es sein die Frauen von jeglichem Zwang zu befreien.
Was die Neueröffnung und Betreibung von Moscheen angeht sagt er: "Es geht darum, die Moscheen als gesellschaftliche Akteure eines Quartiers oder einer Stadt zu betrachten". Er spricht sich dagegen aus Moscheen grundsätzlich in Industriequartieren ansiedeln zu wollen, denn eine der Hauptherausforderungen sei die "Normalisierung" der Anwesenheit von Muslimen in der Schweiz, das Abschieben von Moscheen in Industriezonen erzeuge aber die genau den gegensätzlichen Eindruck.
Er sagt kein Befürworter der Burka zu sein, sagt aber, dass er bei den Initiative vor allem Islamfeindlichkeit herausspüre. Er glaubt, dass diese Abstimmung nur ein weiterer Schritt der Diskriminierungs- und Ausgrenzungstaktik der Initianten gegenüber Muslimen sei. Diese Tendenz sei gefährlich. Man assoziiere die muslimische Gemeinschaft mit etwas (der Burka), das sie in ihrer grosser Mehrheit ablehnt. Er glaubt, dass in der Schweiz wohl höchstens ein paar Dutzend Frauen eine Burka tragen, es keine verlässlich Zahlen dazu gäbe, und Verfassungsartikel deshalb unnütz wäre. Im Hintergrund ginge es hauptsächlich um den Platz religiöser Symbole im öffentlichen Raum und vor allem um die Präsenz des Islams in der Schweiz. Er vergleicht das Burkaproblem mit rosa Elefanten, dieses gäbe es nur, weil überhaupt jemand darüber spricht.
Von 2012 bis 2015 hat an der Eröffnung eines islamischen Grabfelds in Lausanne mitverhandelt, wobei er sich dabei von Anfang an für eine kantonale anstatt einer kommunalen Lösung eingesetzt hat. Den Kritikern entgegnet er, dass die Särge unter der Erde gegen Mekka ausgerichtet werden und sich somit am sichtbaren Erscheinungsbild des Friedhofs nichts ändert, zusätzlich handle es sich um eine von den Muslimen selbst bezahlte Konzession und das Ganze sei somit viel unbedeutender als Einige denken. Er dankt den Behörden für die Involvierung der muslimischen Vereine. Die ersten Generationen von Einwanderern lassen ihre sterblichen Überreste oft noch in die Heimat rückführen, bei den jüngeren Generationen sei dies nicht mehr der Fall, meint Gemperli. Die Eröffnung des Grabfelds wurde mit einer Petition attackiert, die aber von den Behörden abgelehnt wurde. Am 14. Oktober 2017 wurden die islamischen Gräber geschändet, Gemperli erklärt sich schockiert und betroffen: "Wir verstehen nicht, wie jemand die Totenruhe angreifen kann."

### Beruf und Engagement in der Friedens- und Entwicklungszusammenarbeit
Pascal Gemperli ist vom Schweizerischen Dachverband Mediation und von der Schweizerischen Kammer für Wirtschaftsmediation anerkannter, sowie vom Waadtländer, Genfer und freiburger Kantonsgericht vereidigter Mediator. Er leistet seine Mandate über die Firma Gemperli Consulting GmbH.
Er leitet das von ihm im Jahr 2007 mitbegründete und 2016 in ae-Centre umbenannte Institute for Conflict Transformation and Peacebuilding. Die Organisation ist vom ECOSOC der Vereinten Nationen als spezialisierte NGO anerkannt und leitet ein von der Schweizerischen Kammer für Wirtschaftsmediation anerkannte Mediationsausbildung. Es führt in Nordafrika Mediations- und Dialogprozesse sowie Projekte zur Extremismusprävention durch.

### Lehrtätigkeit an Universitäten und wissenschaftlichen Veranstaltungen
Seit 2008 unterrichtet Pascal Gemperli regelmässig an universitären Kursen, dazu gehören:
- Trainer im CAS "Mediation: Die Kunst der Konfliktbearbeitung" der Universität Basel von 2008 bis 2015, vom Schweizerischen Dachverband Mediation anerkannt.[122][123]
- Vorlesung an der Universität Al Akhawayn, Marokko: "Security Sector Reform in Morocco: Right Direction, Low Pace?", 20. November 2012[124]
- Vorlesung zum Thema "Konfliktlösung durch Mediation" bei Connaissance 3 (Seniorenuniversität der Universität Lausanne), 31. Januar 2014[97]
- Vorlesung zum Thema "Anerkennung und ihre Auswirkungen in der Schweiz. Vier Kantone im Vergleich" an der Akademie der Diözese Rottenburg-Stuttgart, 6. September 2016[125]
- Vorlesung im Kurs "Der Islam in der öffentlichen Debatte", Universität Fribourg, 14. März 2017[126]
- Vorlesung im Kurs "Radikalisierung verstehen und vorbeugen. Islam, Jugendliche und der Djihad", Universität Fribourg, 9. Mai 2017 und 26./27. Februar 2018[127][128]
- Vorlesung zum Thema "Feststellungen und Empfehlungen zur rechtlichen Anerkennung islamischer Religionsgemeinschaften in der Schweiz", Schweizerische Akademie der Geistes- und Sozialwissenschaften, 26. April 2018[129]
- Vorlesung im Kurs "Pastorale Auswirkungen des interreligiösen Dialogs zwischen Muslimen und Christen", Universität Fribourg, 26. November 2019[130]
- Vorlesung im Kurs "Die Religion am Arbeitsplatz" der Universität Fribourg, 13. April 2019[131]

## Politisches Engagement
Pascal Gemperli sitzt seit 2009 für die Grüne Partei der Schweiz im Gemeinderat von Morges (Waadt), welchen er 2018/2019 präsidiert. Seine politischer Positionierung bezeichnet er als Mitte-Links. Kollegen beschreiben ihn als diskret und hartnäckig ("discret et tenace"), er sei ein Mann des Dialogs.

## Spionageaffäre
Im Jahr 2023 ist Pascal Gemperli Opfer der internationalen Spionageaffäre "Abu Dhabi Secrets". Die Affäre wurde von European Investigative Collaborations aufgedeckt, die Bundesanwaltschaft hat ein Verfahren eingeleitet.

## Publikationen und Filmauftritt
Bücher
- Politischer Islam: Zwischen politischer Kultur und Terrorismus, Grin Verlag, 2006[138]
- Der Konflikt der Kulturen und die Rolle der Medien, Grin Verlag, 2009[139]
- Islam and Peace: Interpretation/exegesis of religious sources, Grin Verlag, 2007[140]

Wissenschaftliche Artikel und Beiträge in Fachmagazinen
- Mediationsunterstützung von Minenkonflikten im Maghreb, à propos, KOFF, swisspeace, September 2017[141]
- Mediation bei Minenkonflikten, Perspektive Mediation, 2018[142]
- Conflit Mediation - a real benefit for you business, Middle East Business Magazin, März 2018[143]
- Dialog im Bildungsraum in Sidi Hassine, Tunesien, à propos, KOFF, swisspeace, Februar 2019[144]

Zeitungsartikel
- La protection de l'environnement, gage de qualité, Le Matin.ma, 13. September 2005[145]
- Peur qu’ils bouleversent notre système ?, LausanneCités, 17. Oktober 2013[146]
- Nos mosquées sont ouvertes, venez nous voir, 24Heures, 5. Februar 2015[147]
- Un article constitutionnel sur la burqua serait une absurdité, 24 Heures, 10. Oktober 2016[148]
- Une petite reconnaissance citoyenne, LausanneCités, 7. Dezember 2016[149]
- À la quête de la paix, Evangile et Liberté, 1. September 2017[150]
- Quand économie rime avec écologie, 24Heures, 26. April 2017[151]
- Renouvelons le pacte, LausanneCités, 26. April 2017[152]
- Mais qui est ce ‘’Nous’’ au juste ?, Evangile et Liberté, 1. Mai 2017[153]
- L'appel au secours d'un musulman, Le Temps, 4. September 2017[154]
- Profanation de tombes : Combattre la stupidité par l’intelligence, LausanneCités, 25. Oktober 2017[155]
- Une réconciliation possible avec l’Islam, 24Heures, 27. November 2017[156]
- Wir Muslime sind Schweizer Meister, wenn es um Transparenz geht, Basler Zeitung, 4. Juli 2018[157]
- Sind die Muslime Blitzableiter in der Laizismusdebatte?, NZZ, 14. September 2018[158]
- Interdire les éléphants roses?, LausanneCités, 17. Oktober 2018[159]
- La naissance d’Aissa, Réformés, Dezember 2018/Januar 2019[160]
- Moi, judéo-christo-musulmans, sans hésitation, Evangile et Liberté, 1. März 2019[161]
- Les extrémismes se nourrissent mutuellement, 24 Heures, 21. März 2019[162]
- S’opposer aux préjugés sur les musulmans avec des faits, 24 Heures, 2. Mai 2019[163]
- Il n’est pire sourd que celui qui ne veut pas entendre, 24 Heures, 29. Mai 2019[164]
- La médiation, ou comment aller au-delà du bien et du mal, 24 Heures, 17. Juni 2019[165]
- Comment gérer ses conflits en temps de confinement, 24 Heures, 8. April 2020[166]
- Ist der Islam der entscheidende Faktor, warum viele muslimische Länder Entwicklungsrückstände aufweisen? Nein, so einfach ist die Sache nicht, NZZ, 18. August 2020[167]

Pascal Gemperli ist Mitglied des internationalen Redaktionsteams eines mehrteiligen Leitfadens zur Gesetzgebung im Sicherheitssektor.
Er publiziert regelmässig auf seinem Blog "1001 Suisses et une nation" bei der Westschweizer Tageszeitung Le Temps.
Filmauftritt
Pascal Gemperli hat einen kurzen Filmauftritt als Gemeinderatspräsident von Morges im Film "Citoyen Nobel", der den Nobelpreisträger Jacques Dubochet porträtiert.

## Nominierungen und Festreden
Im Dezember 2015 hat er auf Einladung des Westschweizer Radio und Fernsehens (RTS) zusammen mit Sabine Simkhovitch-Dreyfus, Vizepräsidentin des Schweizerisch Israelitischen Gemeindebund, die Vernissage für die Radioserie "Orient-Okzident" eröffnet.
Im April 2016 hat er als Persönlichkeit und Religionsvertreter am Jubiläumszug des Schweizerischen Rats der Religionen teilgenommen.
Als Präsident des Gemeinderates hielt er am 1. August 2018 die offizielle Festtagsrede in Morges.
Am 3. November 2018 wurde er eingeladen, anlässlich der Preisübergabe "Freundschaftlichkeit und Menschlichkeit" in Delémont eine Festrede zu halten.
Pascal Gemperli wurde 2018 für den Champignac d'or nominiert. Der Preis wird jedes Jahr an eine Westschweizer Persönlichkeit für rhetorische Schmuckstücke vergeben.